# Léopold-Albert Matton
Léopold-Albert Matton (* 19. November 1901 in Harelbeke; † 6. Dezember 1982 in Kortrijk) war ein belgischer Radrennfahrer.

## Sportliche Laufbahn
Matton war im Straßenradsport aktiv. Von 1925 bis 1933 war er Unabhängiger und Berufsfahrer. 1927 siegte er in der Belgien-Rundfahrt vor Remi Van Impe. Er holte einen Tageserfolg in dem Etappenrennen. Das Eintagesrennen Kampioenschap van Vlaanderen gewann er ebenfalls in jener Saison vor Alfred Haemerlinck. 
Dritte Plätze holte Matton in den Rennen Paris–Menen 1926, Paris–La Guerche 1927 und in der belgischen Straßenmeisterschaft 1927.